# Шёлк
Шёлк — тонкое текстильное волокно животного происхождения, добываемое из кокона тутового шелкопряда. Из волокна шелка крутят шелковую нить, а из нити изготавливают мягкую ткань отличающуюся высокой гладкостью, малой плотностью и толщиной полотна. Изначально шёлк происходил из Китая и был важным товаром, который доставлялся в Европу по Шёлковому пути. Толщина волокна — 20—30 микрометров. Длина шёлковой моно-нити (шелковины) из одного кокона достигает 400—1450 метров. Нить имеет треугольное сечение и, подобно призме, преломляет свет, что вызывает красивое переливание и блеск.
В настоящее время[когда?] крупнейшим производителем шёлка является Китай (около 50 % всего мирового производства). Индия производит около 15 % мирового шёлка, за ней следуют Узбекистан (около 3 %) и Бразилия (около 2,5 %). Значимыми производителями также являются Иран, Таиланд и Вьетнам.
В 2022 году шелководство и традиционное производство шёлка для ткачества было внесено в список нематериального культурного наследия человечества.

## История
Традиция шелководства на территории Китая зародилась ещё в неолите (V—III тысячелетии до н. э.). Как рассказывает старинная китайская легенда, искусством изготовления шёлка Китай обязан жене Жёлтого императора, мифического основателя китайского государства, потому что именно она научила свой народ разводить гусениц и ткать. Самый древний кокон шелкопряда, обнаруженный археологами, был найден в неолитическом поселении северной провинции Шаньси (ок. 2200—1700 гг. до н. э.), а первые фрагменты шёлковой ткани — в одной из гробниц южного Китая времён Сражающихся царств (475—221 гг. до н. э.). На рубеже новой эры в Китае уже были широко распространены многие разновидности шёлка:
- плотный шёлк, напоминающий креп;
- тонкие газовые шелка;
- шелка сложного плетения;
- шелка с разнообразным вышитым рисунком;
- и другие.

Перед окрашиванием шёлк промывали, вываривали и отбеливали. Для окрашивания применяли минеральные и растительные красители. Для придания более сложных оттенков ткани подвергались многократной окраске.
Много столетий никому за пределами Китая не удавалось овладеть технологией производства шёлка, так как китайские власти тщательно следили за тем, чтобы никто из иностранцев не узнал его тайны, а за разглашение тайны полагалась смерть. Правительства других стран затратили огромные усилия и средства на то, чтобы выведать этот секрет.
Хорошо известно предание о том, как производство шёлка возникло в Хотане. Местный правитель никак не мог заполучить сырьё и способ изготовления вожделенного материала. Тогда по совету своего министра Юйчи Му он решил схитрить и посватался к китайской принцессе. Когда предложение было принято, посланец хотанского правителя шепнул принцессе, что на родине её супруга много превосходного нефрита, но нет изысканного шёлка и, если она хочет носить такую же красивую одежду, как и до свадьбы, ей следует привезти с собой яйца шелковичных червей и семена тутового дерева. Всё, что требовалось, девушка привезла в Хотан, спрятав коконы в замысловатой причёске, а яйца — среди мешочков с травами и снадобьями. Предприимчивая принцесса мыслила значительно масштабнее своего жениха и прихватила с собой под видом домашней прислуги специалистов по разведению шелкопряда, разведению тутовых деревьев и ткачеству.
Согласно другой легенде, в 550 году византийский император Юстиниан I уговорил двух персидских монахов привезти ему из Китая драгоценные яйца шелкопряда. Монахи спрятали их в пустотелой бамбуковой палке.
Подлинная история раскрытия секрета шелка и вывоза коконов шелкопряда из Китая остаётся неизвестной. Так или иначе, веками тщательно охраняемая тайна постепенно была раскрыта.
В Средние века шёлковое дело становится одной из главных отраслей промышленности в Венеции (XIII век), в Генуе и Флоренции (XIV век), в Милане (XV век).
К XVIII веку шёлковое дело получило распространение по всей Западной Европе.

## Строение волокна
Волокно шёлка состоит на 75 % из фиброина и на 25 % из серицина. Если рассмотреть волокно под микроскопом, то будут заметны две параллельно идущие нити фиброина с комкообразными налётами серицина на них. Помимо фиброина и серицина в шёлке присутствуют воски и жиры, а также минеральные вещества. Ширина шёлковой нити — примерно 32 мкм, длина может достигать полутора километров. Разрывное напряжение нити составляет около 40 кгс/мм² (1 кгс/мм² = 107н/м²), разрывное удлинение 14—19 %.

## Изготовление шёлковой ткани
Волокнистое сырье последовательно проходит этапы сортировки, растрёпывания (для разрыхления спрессованной массы волокон и частичного удаления примесей), вымачивания и дальнейшей сушки (для удаления серицина). Далее следуют несколько этапов чесания (преобразования массы волокон в гребенную ленту с ориентированными волокнами), в ходе которых образуется длинноволокновый и коротковолокновый очёс, используемые для получения пряжи с разными свойствами.
Далее следует этап кручения нитей, из которых позже на этапе ткачества будет изготовлена ткань.
Отделка шёлковых тканей для придания им полезных свойств состоит из этапов отваривания (в мыльном растворе при температуре около 95 °C на протяжении 1,5—3 часов для окончательного удаления серицина, красящих и жировых веществ); крашения; оживления (обработка раствором уксусной кислоты в течение 15—30 мин при температуре 30 °C для придания блеска и сочности окраски (для окрашенных тканей)).
Опционально: для получения белого шёлка сырьё подвергают белению щелочным раствором перекиси водорода при температуре 70 °C на протяжении 8—12 часов; для получения шёлка с рисунком используют аэрографный метод нанесения при помощи трафаретов (для единичных экземпляров) или аппаратное нанесение рисунка при помощи сетчатых шаблонов. Заключительная отделка для всех видов сырья — декатировка — обработка горячим паром под давлением в течение нескольких минут для снятия внутримолекулярных напряжений в структуре волокон.

## Свойства и особенности шёлковых тканей[4][5]
- Обладает средней теплостойкостью — при длительном воздействии высоких температур прочность на разрыв снижается незначительно, но ткань становится более хрупкой;
- рекомендуемая температура влажно-тепловой обработки — 30 °C;
- очень низкая светостойкость — после воздействия в течение всего 200 часов солнечным излучением прочность уменьшается вдвое;
- средняя хемостойкость — шёлк, как и другие ткани из натурального сырья, нечувствителен к воздействию органических растворителей (уксус, спирт), а реагирует только с концентрированными растворами кислот и щелочей;
- высокая гигроскопичность и впитываемость;
- шёлк нельзя кипятить;
- высокая прочность (во влажном виде прочность уменьшается);
- хорошо растягивается и вытягивается;
- шёлк горит медленно, издаёт запах горелых перьев;
- на конце сгоревшей шёлковой нитки остаётся мягкий шарик тёмно-серого цвета;
- природный цвет волокна — белый или кремовый;
- воздухопроницаемость;

Особенности ткани
- хорошие гигиенические свойства

После соответствующей обработки шёлковые ткани приобретают:
- хорошую драпируемость
- блеск

## Разновидности
- Чесуча, дикий шёлк, tussore, tussur, tusser, tusseh, tussah — от гусениц бабочки Antheraea mylitta — плотный, лёгкий и средний, желтовато-коричневого цвета[6].
- Малагасийский шёлк